# زوج من العيون الزرقاء
زوج من العيون الزرقاء (بالإنجليزية: A Pair of Blue Eyes)‏ هي رواية بقلم توماس هاردي نُشرت في عام 1873، ونُشرت في البداية على حلقات بين سبتمبر 1872 ويوليو 1873. وكانت هذه الرواية الثالثة لهاردي، ولكنها كانت أول رواية تحمل اسمه عند نشرها.

## الحبكة
تتحدث الرواية عن مثلث حب يجمع بين امرأة شابة تدعى (ألفريدا سوانكورت)، واثنين من خاطبيها حيث ينتمى كلا منهما إلى خلفية مختلفة؛ الأول يدعى (ستيفن سميث) وهو رجل يمتلك مكانة متوسطة اجتماعيا، لكنه شاب طموح ويعشق (ألفريدا) بشدة، بالإضافة إلى أن كليهما نشأ في نفس البلدة. أما الخاطب الثانى فهو (هنرى نايت) رجل محترم وأكبر سنا ولديه مكانة في المجتمع، فهو مثال حى على مجتمع لندن في ذلك الوقت، وعلى الرغم من أن كلا الرجلين أصدقاء إلا أن (نايت) لا يعلم بعلاقة (سميث) السابقة ب (ألفريدا).
تجد (ألفريدا) نفسها واقعة في معركة بين قلبها وعقلها من جهة، وتوقعات المحيطين بها، والديها والمجتمع، من جهة أخرى. فعندما يجد الأب أن المرشح لخطبة ابنته هو (ستيفن سميث) الذي يعمل كمساعد لاحد المهندسين المعمارين، هو في الحقيقة ابن عامل بناء يأمره بالمغادرة فورا. وأما (نايت) وهو أحد أقرباء زوجة والد (ألفريدا) والذي كان على وشك طلب الزواج من (ألفريدا)، يتراجع في النهاية ويرفضها عندما يعلم انها كانت تتودد سابقا إلى شخص ما.
فتضطر (ألفريدا) بدافع اليأس أن تتزوج رجل ثالث يدعى (لوردلاكسيليان)، وفي النهاية يسافر كلا الخاطبين معا ليعودا إلى (ألفريدا) لطلب يدها للزواج وكلاهما لايعلم أنها بالفعل تزوجت أو انهما يرافقان جثتها وتابوتها أثناء سفرهما.

## الشخصيات
ألفريدا سوانكورت: بطلة الرواية، وهي جذابة للغاية وساذجة عاطفيا على حد سواء؛ فهي تشبه في صفاتها إلى حد كبير ميراندا_بطلة مسرحية العاصفة لشكسبير _ لكن في عصر فكتوري.
ستيفن سميث: الخاطب الأول، وهو يمتلك تلك البراءة الطفولية في شخصيته والتي ذكرت ألفريدا أنها تحبه بسببها فهو «سهل الانقياد ورقيق» (الفصل 7)
هنري نايت: الخاطب الثانى، يتميز بامتلاكه هيمنة ذكورية ولديه توقعات كبيرة تجاه (ألفريدا)؛ فهو يظنها عذراء جسديًا وروحيًا.

## الخلفية
«زوج من العيون الزرقاء» هي ثالث رواية نشرت لهاردى وأول رواية حملت اسمه، تم نشرها لأول مرة على حلقات في مجلة تينسلى في الفترة بين سبنمبر 1872 ويوليو 1873.
تعرف الرواية بأوجه التشابه القوية بين أحداثها وسيرة حياة هاردى وزوجته الأولى إيما جيفورد، بل في الواقع كونها من روايات هاردي المبكرة يجعلها ربما الأكثر امتلألا بأحداث من سيرته الذاتية.

## الاستقبال النقدى
نشر مقال نقدى في مجلةاجزمنلر(الفاحص) وهي المجلة ذاتها التي تحدثت عن رجعية رواية بعيدا عن صخب الناس، تشيد فيه برواية (زوج من العيون الزرقاء) وتشير بأنها «ليست تصويرية فقط كرواية (تحت الشجرة الخضراء)، لكنها دراسة من نوع أكثر مأساوية مع شخصيات أكثر تعقيدا ومؤامرة أكثر حركة وحيوية.......فكلا الروايتين (تحت الشجرة الخضراء) و (زوج من العيون الزرقاء) هي روايات رائعة جدا، ولا يمكن لأحد أن قرائتهما دون الإعجاب برصد الرواية القوى والوثيق، وقوة التصوير والسرد للرواى».
في وقت متأخر من حياته اجتمع هاردى مع الملحن السير إدوارد إلغر وناقش معه امكانية تلحين أوبرا مستندة على أحداث الرواية، لكن جاءت وفاة هاردى لتضع حدا للمشروع.
سجل راديو بى بى سى 4 الرواية كمسلسل وقام جريمى ايرونز بدور هنرى نايت، وتم إعادة بثه على راديو 4 اكسترا في الفترة من 29إلى 30 من شهر ديسمبر 2014.

## النقد الأدبى
صُنفت رواية (زوج من العيون الزرقاء) واحدة من الأعمال البسيطة لهاردي حيث أنها «كتاب لديه بعض النقاط الجيدة، لكنه فشل ككل» فهو مثل رواية العلاجات اليائسة، في احتوائه على مشاهد ميلودرامية لكنها تبدو منفصلة عن الشخصيات والحبكة.
ومن أكثر المشاهد التي يقع عليها الاهتمام النقدى هو ذلك المشهد عندما يستعرض هنرى نايت تاريخ العالم وهو يقف متمايلا على حافة هاوية (يعتقد في الإنجليزية أن أصل كلمة الهاوية هو التشويق) لكنه في نهاية المطاف يتم انقاذه بحبل الملابس الداخلية ل (ألفريدا). يرجع كارل جى ويبر مصدر ذلك المشهد إلى نزهة قام بها هاردى هو وزوجته، وتم إرساله فيها للبحث عن قرط ضائع مدعيا أن هذا المقطع هو «أول إشارة في روايات هاردى على مقدرته في تعزيزالتشويق والاهتمام في المواقف المتوترة عن طريق القوة المطلقة للوصف الحى». على الجانب الآخر يدعى مالجايت أن المشهد يكون أجزاء من «الوصف الذي لا علاقة له بالموضوع» وهذا يتناسب ليكون «خرقة كيس» رواية. في حبن أن جان بروكس يرى أن المشهد «رهيب» وهو مثال على «اللامبالاة الكونية»، بالإضافة لكونه يسلط الضوء على الهزل والكوميديا في الإنقاذ.
ومع ذلك يرجح جيتنيجز وهالبرين أن فكرة هذا المشهد تأتي من مقال بقلم ليزلى ستيفن بعنوان «خمس دقائق في جبال الألب» وذلك «الجرف المجهول» الذي أُشير إليه ربما أستند إلى قصيدة هادرى والتي تحمل اسم جرف بينى.

## روابط خارجية
- زوج من العيون الزرقاء على موقع الموسوعة البريطانية (الإنجليزية)

## وصلات خارجية
- A Pair of Blue Eyes at Project Gutenberg
- A Pair of Blue Eyes public domain audiobook at LibriVox